# 1916 au Nouveau-Brunswick
Chronologie du Nouveau-Brunswick
- 1912
- 1913
- 1914
- 1915
- 1916
- 1917
- 1918
- 1919
- 1920

Cette page concerne des événements survenus en 1916 dans la province canadienne du Nouveau-Brunswick.

## Événements
- 16 août : le député fédéral de la circonscription de Victoria—Carleton, Benjamin Franklin Smith devient ministre des travaux publics fédéral.

## Naissances
- 17 janvier : Louis Lebel, député.
- 11 mai : Daniel Riley, député et sénateur.
- 30 juillet : Joseph Vincent Claude Savoie, député.
- 9 septembre : Vivan Allen, joueur de hockey sur glace.
- 17 novembre : Martin J. Légère, homme d'affaires.

## Décès
- 28 juillet : Pierre-Amand Landry, député.
- 29 septembre : John Costigan, député et sénateur.